# Xuanmiao
Xuanmiao (kinesiska: 玄庙) är en köping i östra Kina. Den ligger i Dangshan härad i staden Suzhou i provinsen Anhui, omkring 310 kilometer norr om provinshuvudstaden Hefei. Antalet invånare är 82203. Befolkningen består av 40 726 kvinnor och 41 477 män. Barn under 15 år utgör 19,0 %, vuxna 15-64 år 69 %, och äldre över 65 år 10,0 %.